# غاري بيجوت
غاري بيجوت (بالإنجليزية: Gary Piggott)‏ هو لاعب كرة قدم بريطاني في مركز الهجوم، ولد في 1 أبريل 1969 في Warley, West Midlands ‏ في المملكة المتحدة. لعب مع شروزبري تاون ووست بروميتش ألبيون.